# Voineasa (Olt)
Voineasa è un comune della Romania di 2 086 abitanti, ubicato nel distretto di Olt, nella regione storica dell'Oltenia. 
Il comune è formato dall'unione di 5 villaggi: Blaj, Mărgăritești, Racovița, Rusăneștii de Sus, Voineasa.